# Olympische Sommerspiele 1992/Teilnehmer (Ghana)
| Gelbes Symbol für Goldmedaillen mit stilisierten Olympischen Ringen | Graues Symbol für Silbermedaillen mit stilisierten Olympischen Ringen | Braundes Symbol für Bronzemedaillen mit stilisierten Olympischen Ringen |
| ------------------------------------------------------------------- | --------------------------------------------------------------------- | ----------------------------------------------------------------------- |
| —                                                                   | —                                                                     | 1                                                                       |

Ghana nahm an den Olympischen Sommerspielen 1992 in Barcelona, Spanien, mit einer Delegation von 34 Sportlern (32 Männer und zwei Frauen) an 14 Wettkämpfen in vier Sportarten teil. Jüngster Athlet war der Fußballer Samuel Kuffour (15 Jahre und 325 Tage), ältester Athlet war der Leichtathlet Francis Dodoo (32 Jahre und 111 Tage). Es konnte eine Bronzemedaille durch die Fußballmannschaft der Herren gewonnen werden. Es war die achte Teilnahme an Olympischen Sommerspielen für das Land. 

## Medaillengewinner

### Bronze
| Name            | Sportart | Wettbewerb |
| --------------- | -------- | ---------- |
| Simon Addo      | Fußball  | Herren     |
| Sammi Adjei     | Fußball  | Herren     |
| Mamood Amadu    | Fußball  | Herren     |
| Frank Amankwah  | Fußball  | Herren     |
| Bernard Aryee   | Fußball  | Herren     |
| Isaac Asare     | Fußball  | Herren     |
| Kwame Ayew      | Fußball  | Herren     |
| Ibrahim Dossey  | Fußball  | Herren     |
| Mohammed Gargo  | Fußball  | Herren     |
| Mohammed Kalilu | Fußball  | Herren     |
| Maxwell Konadu  | Fußball  | Herren     |
| Samuel Kuffour  | Fußball  | Herren     |
| Samuel Kumah    | Fußball  | Herren     |
| Nii Lamptey     | Fußball  | Herren     |
| Anthony Mensah  | Fußball  | Herren     |
| Alex Nyarko     | Fußball  | Herren     |
| Yaw Preko       | Fußball  | Herren     |
| Shamo Quaye     | Fußball  | Herren     |
| Olli Rahman     | Fußball  | Herren     |
| Joachim Yaw     | Fußball  | Herren     |

## Teilnehmer nach Sportarten

### Boxen
Herren
- Stephen Ahialey
  - Halbfliegengewicht

Runde eins: Freilos
Runde zwei: ausgeschieden gegen Rowan Williams aus Großbritannien nach Punkten (3:11)
Rang neun

- Alex Baba
  - Fliegengewicht

Runde eins: ausgeschieden gegen Paul Ingle aus Großbritannien nach Punkten (7:9)
Rang 17

- Joseph Laryea
  - Mittelgewicht

Runde eins: ausgeschieden gegen Ariel Hernández aus Kuba nach Punkten (0:6)
Rang 17

- Dong Seidu
  - Halbweltergewicht

Runde eins: ausgeschieden gegen Christopher Henry aus Barbados durch Disqualifikation
Rang 17

### Fußball
Herren
- Ergebnisse
Gruppenphase: Gruppe D, Rang eins, 4:2 Punkte und Tore, für das Viertelfinale qualifiziert 
Spiel eins: 3:1-Sieg gegen Australien
Spiel zwei: 0:0-Unentschieden gegen Dänemark
Spiel drei: 1:1-Unentschieden gegen Mexiko
Viertelfinale: 4:2 n. V. Sieg gegen Paraguay, für das Halbfinale qualifiziert
Halbfinale: 0:2-Niederlage gegen Spanien
Spiel um Bronze: 1:0-Sieg gegen Australien
3. Platz
- Kader
Simon Addo
Sammi Adjei
Mamood Amadu
Frank Amankwah
Bernard Aryee
Isaac Asare
Kwame Ayew
Ibrahim Dossey
Mohammed Gargo
Mohammed Kalilu
Maxwell Konadu
Samuel Kuffour
Samuel Kumah
Nii Lamptey
Anthony Mensah
Alex Nyarko
Yaw Preko
Shamo Quaye
Olli Rahman
Joachim Yaw

### Leichtathletik
Herren

4×100-Meter-Staffel
- Ergebnisse
- Mannschaft
Eric Akogyiram
Nelson Boateng
John Myles-Mills
Emmanuel Tuffour

Einzel
- Eric Akogyiram
  - 100-Meter-Lauf

Runde eins: in Lauf sechs (Rang drei) für das Viertelfinale qualifiziert, 10,60 Sekunden
Viertelfinale: ausgeschieden in Lauf eins (Rang sieben), 10,68 Sekunden

- Solomon Amegatcher
  - 400-Meter-Lauf

Runde eins: in Lauf eins (Rang drei) für das Viertelfinale qualifiziert, 45,42 Sekunden
Viertelfinale: ausgeschieden in Lauf drei, Rennen nicht beendet

- Nelson Boateng
  - 200-Meter-Lauf

Runde eins: in Lauf sechs (Rang drei) für das Viertelfinale qualifiziert, 21,03 Sekunden
Viertelfinale: ausgeschieden in Lauf zwei (Rang sechs), 21,04 Sekunden

- Francis DoDoo
  - Dreisprung

Qualifikationsrunde: ohne gültige Weite ausgeschieden, nicht für das Finale qualifiziert
Versuch eins: ungültig

- Timothy Hesse
  - 400-Meter-Lauf

Runde eins: ausgeschieden in Lauf acht (Rang fünf), 46,67 Sekunden

- John Myles-Mills
  - 100-Meter-Lauf

Runde eins: in Lauf fünf (Rang drei) für das Viertelfinale qualifiziert, 10,64 Sekunden
Viertelfinale: ausgeschieden in Lauf zwei (Rang fünf), 10,41 Sekunden

- Kennedy Osei
  - 800-Meter-Lauf

Runde eins: in Lauf vier (Rang zwei) für das Halbfinale qualifiziert, 1:47,17 Minuten
Halbfinale: ausgeschieden in Lauf zwei (Rang vier), 1:46,20 Minuten

- Emmanuel Tuffour
  - 100-Meter-Lauf

Runde eins: in Lauf neun (Rang drei) für das Viertelfinale qualifiziert, 10,45 Sekunden
Viertelfinale: in Lauf drei (Rang drei) für das Halbfinale qualifiziert, 10,31 Sekunden
Halbfinale: ausgeschieden in Lauf zwei (Rang sechs), 10,34 Sekunden
  - 200-Meter-Lauf

Runde eins: in Lauf neun (Rang drei) für das Viertelfinale qualifiziert, 21,07 Sekunden
Viertelfinale: in Lauf fünf (Rang vier) für das Halbfinale qualifiziert, 20,58 Sekunden
Halbfinale: ausgeschieden in Lauf zwei (Rang fünf), 20,78 Sekunden

### Tischtennis
Damen

Doppel
- Ergebnisse
Gruppenphase: Gruppe B, Rang vier, ohne Sieg ausgeschieden 
Spiel eins: 0:2-Niederlage nach Sätzen gegen Qiao Hong und Deng Yaping aus der Volksrepublik China
Spiel zwei: 0:2-Niederlage nach Sätzen gegen Yukino Matsumoto und Rika Sato aus Japan
Spiel drei: Niederlage gegen Otilia Bădescu und Maria Bogoslov aus Rumänien, nicht angetreten
Rang 25
- Mannschaft
Helen Amankwah
Patience Opokua

Einzel
- Helen Amankwah
Gruppenphase: Gruppe H, Rang vier, ohne Sieg ausgeschieden
Spiel eins: 0:2-Niederlage nach Sätzen gegen Yu Sun-bok aus Nordkorea
Spiel zwei: 0:2-Niederlage nach Sätzen gegen LI Chunli aus Neuseeland
Spiel drei: 0:2-Niederlage nach Sätzen gegen Lily Hugh-Yip aus den USA
Rang 49

- Patience Opokua
Gruppenphase: Gruppe E, Rang vier, ohne Sieg ausgeschieden
Spiel eins: 0:2-Niederlage nach Sätzen gegen Chen Zihe aus der Volksrepublik China
Spiel zwei: 0:2-Niederlage nach Sätzen gegen Rika Sato aus Japan
Spiel drei: 0:2-Niederlage nach Sätzen gegen Ling Ling Minangmojo aus Indonesien
Rang 49